# Gerd Duwner
Gerhard Duwner, detto Gerd (Berlino, 15 novembre 1925 – Berlino, 10 maggio 1996), è stato un attore, doppiatore e conduttore radiofonico tedesco.

## Biografia
Duwner ha completato una formazione classica come attore a Berlino. Nonostante le prime apparizioni al teatro di Stralsund, Berlino rimase la sua patria artistica, dove ottenne ingaggi in vari teatri. A partire dal 1955, Duwner lavorò sempre più nel doppiaggio di film in lingua straniera e rimase, fino alla sua morte, uno dei doppiatori più richiesti. Il sito Deutsche Synchronkartei riporta per Duwner oltre 2200 ruoli di doppiaggio.
Quando, nel gennaio 1996, furono rubate le marionette originali di Ernie e Bert della produzione di Sesamo apriti di Amburgo del 1969, Duwner, che dava la voce a Ernie dal 1973 – si rivolse con un appello pubblico ai ladri, il che portò infine alla restituzione delle marionette.
Gerd Duwner morì nel 1996 all’età di 70 anni in un ospedale di Berlino a causa di un cancro al fegato. La sua tomba si trova nel cimitero di Eythstraße, nel quartiere berlinese di Schöneberg.

## Filmografia

### Cinema
- Die goldene Banane von Bad Porno - regia di Ralf Gregan (1971)
- Der lüsterne Türke - regia di Michael Miller (1971)
- Ein Käfer geht aufs Ganze - regia di Rudolf Zehetgruber (1971)
- Peter ist der Boss - regia di Wolfgang Teichert (1973)
- Warum die UFOs unseren Salat klauen - regia di Hansjürgen Pohland ( (1980)
- Mein Gott Willi - regia di Ralf Gregan (1980)

### Televisione
- Lokaltermin - serie TV (1973)
- Hamburg Transit - serie TV (1973)
- Tatort - serie TV (1975,1978)
- Kommissariat 9 - serie TV (1975)
- Direktion City - serie TV (1976)
- Drei Damen vom Grill - serie TV (1976)
- Café Wernicke - serie TV (1978)
- Ein Mann will nach oben - serie TV (1978)
- Die zweite Frau - regia di Herbert Ballmann - film TV (1983)
- Jakob und Adele - serie TV (1984)
- La clinica della Foresta Nera (Die Schwarzwaldklinik) - serie TV (1985)
- L'arca del dottor Bayer (Ein Heim für Tiere) - serie TV (1989-1992)

## Doppiaggio

### Cinema
- Chico Marx in Una notte a Casablanca
- Francesco Carnelutti in Concorde Affaire '79
- Paolo Villaggio in La locandiera
- Warren Berlinger in Il mondo secondo Garp
- M. Emmet Walsh in Arizona Junior, Red Scorpion - Scorpione rosso
- Mickey Rooney in Erik il Vikingo
- Michael Lerner in Harlem Nights
- Alexei Sayle in Indiana Jones e l'ultima crociata
- Danny DeVito in Getta la mamma dal treno, All'inseguimento della pietra verde, La guerra dei Roses, Mezzo professore tra i marines, I soldi degli altri, ,Junior, I gemelli
- Stubby Kaye in Chi ha incastrato Roger Rabbit
- "Weird Al" Yankovic in Una pallottola spuntata
- Richard Griffiths in Sua maestà viene da Las Vegas
- Dick Van Patten in Balle spaziali
- Sydney Lassick in Cool as Ice

### Serie televisive
- Ken Curtis in Gunsmoke
- David Doyle in Charlie's Angels
- Sorrell Booke in Hazzard
- Richard Hamilton in Bret Maverick

### Animazione
- Ralph in Fritz il gatto
- Bernie in Le avventure di Bianca e Bernie
- Sir Caio in La spada nella roccia
- Barney Rubble in Gli antenati
- Spook in Top Cat
- Stuffy in Grisù il draghetto
- Louie in Oliver & Company
- George Merry in Pagemaster - L'avventura meravigliosa